# Coniraya (cratère)
Coniraya est un cratère d'environ 135 km de diamètre situé sur Cérès et nommé d'après Coniraya, un dieu inca.